# ابوالحسن خانعلی
ابوالحسن خانعلی (زادهٔ ۱۳۱۱ – درگذشتهٔ ۱۲ اردیبهشت ۱۳۴۰) دارای دکترا در رشته معقول و منقول (فلسفه) از دانشگاه تهران و معلم ۲۹ ساله دروس فلسفه و زبان عربی بود که در روز ۱۲ اردیبهشت سال ۱۳۴۰ در تجمع صنفی اعتراض‌آمیز معلمان در میدان بهارستان با گلوله اسلحه رئیس کلانتری بهارستان، سرگرد ناصر شهرستانی کشته شد.

## تحصیلات
ابوالحسن خانعلی پس از آموزش‌های ابتدایی، در دانشکده علوم تهران به ادامه تحصیل پرداخت و با مدرک لیسانس معقول و منقول در سال ۱۳۳۵ به استخدام وزارت فرهنگ درآمد و هم‌زمان با تدریس، دوره‌ی دکترای فلسفه را در دانشگاه تهران می گذراند. وی به زبان‌های انگلیسی و فرانسه تسلط داشت.

## فعالیت‌های اجتماعی
ابوالحسن خانعلی در سیل عظیمی که در سال ۱۳۳۳ در امامزاده داوود رخ داد و خسارات زیادی رسانده بود با تلاش خود و همکاری اهل محل و با ارتباط با مراجع تقلید آن زمان و ادارات دولتی به بازسازی این امامزاده پرداخت.

## واقعه ۱۲ اردیبهشت

مزار ابوالحسن خانعلی

در روز دوازدهم اردیبهشت ماه ۱۳۴۰، محمد درخشش که پیشتر با پشتیبانیِ حزب توده به ریاست دانشسرای عالی رسیده بود، در اعتراض به لایحه‌ی سقف حقوق فرهنگیان، معلمان را به اعتصاب و تظاهرات در مقابل مجلس هدایت کرد. گروهی از معلمان در جلوی مجلس در میدان بهارستان تجمع کردند که خانعلی نیز در آن شرکت داشت. ساواک معتقد بود که امریکایی‌ها از طریق درخشش اعتصاب معلمان را کنترل می‌کنند.
ناصر شهرستانی رئیس کلانتری، به سمت تجمع‌کنندگان شلیک کرد که گلوله‌ای به سر ابوالحسن خانعلی اصابت کرد و دو تیر دیگر هم دو نفر را مجروح کرد.
 با این حال طبق مصاحبه محسن مبصر رئیس پلیس وقت تهران با پروژه تاریخ شفاهی ایران، وی مدعیست طی تحقیحات انجام شده گلوله از پشت سر به خانعلی اصابت کرده بود و شهرستانی مقصر نبوده است و این یک پروژه کشته سازی توسط جبهه ملی و توده ای ها برای سقوط دولت وقت بوده است.
روز ۱۲ اردیبهشت پیکر خانعلی بر روی دست معلمان با شعار «کشتند یک معلم را» به بیمارستان بازرگان منتقل شد، ولی اقدامات پزشکان مؤثر واقع نشد و وی جان باخت. جنازه خانعلی از بیمارستان بازرگان به مسجد اسکندری منتقل شد و یکصد آموزگار دور جنازه را گرفتند تا به دست حکومت نیفتد. او سرانجام در آرامگاه ابن بابویه در شهر ری به خاک سپرده شد.
پس از این حادثه رئیس کلانتری برکنار و مورد بازخواست قرار گرفت، شریف امامی نخست‌وزیر وقت استعفاء کرد، محمدرضا پهلوی استعفای او را پذیرفت و علی امینی را مأمور تشکیل کابینه جدید کرد. او قول مساعد به افزایش حقوق معلمان داد و سرانجام پس از «برابر شدن حقوق معلمین با حقوق مهندسین» تحصن یازده روزه معلمان پایان گرفت.

## روز معلم
پس از واقعه ۱۲ اردیبهشت ١٣۴٠، حکومت وقت برای دلجویی از معلمین روز ۱۲ اردیبهشت را به یاد مرگ خانعلی روز معلم نام‌گذاری کرد که پس از انقلاب اسلامی و ترور مرتضی مطهری در ۱۱ اردیبهشت ۱۳۵۸، روز کشته شدن وی با یک روز تأخیر عنوان شد و دوازدهم اردیبهشت مجدداً به این مناسبت به نام روز معلم نام گرفت.